# Amir Muaz
Amir Muaz (5 juin 1975 - 5 février 2009), également connu sous le nom d'Omar Sheikhoulaev, est un islamiste originaire du Daghestan. Il dirigeait l'organisation Sharia Jamaat, branche islamiste de l'émirat du Caucase créé par Dokou Oumarov.

## Biographie
Il naît en 1975 à Untsukul, au Daghestan.
Il rejoint le mouvement séparatiste tchétchène en 2002 et combat les Forces armées de la fédération de Russie sous les ordres de Rasul Makasharipov, dont il était l'un des plus éminents lieutenants.
À la suite du décès d'Abdul Madjid (Ilgar Malachiev), éliminé par les autorités russes le 8 septembre 2008, Omar Sheikhoulaev est désigné émir de Sharia Jamaat par Dokou Oumarov en décembre 2008.   
Il était considéré par le ministère de l'Intérieur du Daghestan comme "l'ennemi public n°1". Responsable de nombreuses attaques menées contre les plus hautes personnalités du district de Makhachkala, capitale de la république du Daghestan, il est accusé de l'assassinat du général Valery Lipinsky le 29 décembre 2008.

## Décès
Omar Sheikhoulaev est mort le 5 février 2009, tué au cours d'une opération spéciale du FSB menée à Leninkent, banlieue de Makhachkala. Trois autres membres de Sharia Jamaat sont tués au cours de l'assaut. Son décès est confirmé par les rebelles.
Le 12 avril 2009, il est remplacé par Oumalat Magomedov à la tête de Sharia Jamaat.